# Arhynchonemertes axi
Arhynchonemertes axi (лат.) — вид немертин, единственный в составе класса бесхоботных немертин (Arhynchocoela). Был впервые обнаружен в 1988 году среди выброшенных штормом ризоидов бурых водорослей из рода Lessonia на побережье Южного острова Новой Зеландии в районе Каикоуры.

## Строение
Кишечник без боковых карманов, передняя кишка не дифференцирована на отделы. Дорсовентральный кровеносный сосуд и церебральные органы отсутствуют. Оогенез заканчивается в паренхиме у стенок кишечника. Единственный непарный нефридий открывается сразу позади рта. Необычный гермафродитный вид, организация внутренних структур которого, включая полное отсутствие хобота и ринхоцеля, отличает его от всех известных групп немертин.

## Систематическое положение
Систематическое положение остается неясным. Чернышев А. В. выделил его в самостоятельный отряд и класс. По расположению нервной системы близки к вооруженным немертинам (Hoplonemertea), а по строению пищеварительной системы похожи на Palaeonemertea.